# Ejn Charod Ichud
Ejn Charod Ichud (hebrejsky עֵין חֲרוֹד אִחוּד, anglicky Ein Harod Ihud, v oficiálním seznamu sídel En Harod Ihud) je vesnice typu kibuc v Izraeli, v Severním distriktu, v Oblastní radě Gilboa.

## Geografie
Leží v nadmořské výšce 39 metrů na pomezí intenzivně zemědělsky obdělávaného Charodského údolí a náhorní planiny Ramot Isachar, respektive vrchu Giv'at Kumi coby jejího předpolí. Dál k severu stojí vrch Micpe Zikaron, podél něhož stéká do údolí vádí Nachal Šejzafim. Jižně od obce začíná zcela rovinaté Charodské údolí.
Vesnice je situováa 23 kilometrů jihozápadně od Galilejského jezera, 16 kilometrů západně od řeky Jordán, cca 10 kilometrů severozápadně od města Bejt Še'an, cca 80 kilometrů severovýchodně od centra Tel Avivu a cca 47 kilometrů jihovýchodně od centra Haify. Ejn Charod Ichud obývají Židé, přičemž osídlení v tomto regionu je ryze židovské. Výjimkou jsou vesnice Na'ura, Tamra a Tajbe, které obývají izraelští Arabové, ležící cca 6 kilometrů severním směrem. Společně se sousedními kibucy Ejn Charod Me'uchad a Tel Josef vytváří Ejn Charod Ichud souvislou aglomeraci s cca 1700 obyvateli.
Kibuc leží 5 kilometrů severně od Zelené linie, která odděluje Izrael od okupovaného Západního břehu Jordánu.
Ejn Charod Ichud je na dopravní síť napojen pomocí dálnice číslo 71. Jižně od ní leží, naproti kibucu, komplex úřadů Oblastní rady Gilboa. Odbočuje tu z ní k severu lokální silnice číslo 716.

## Dějiny

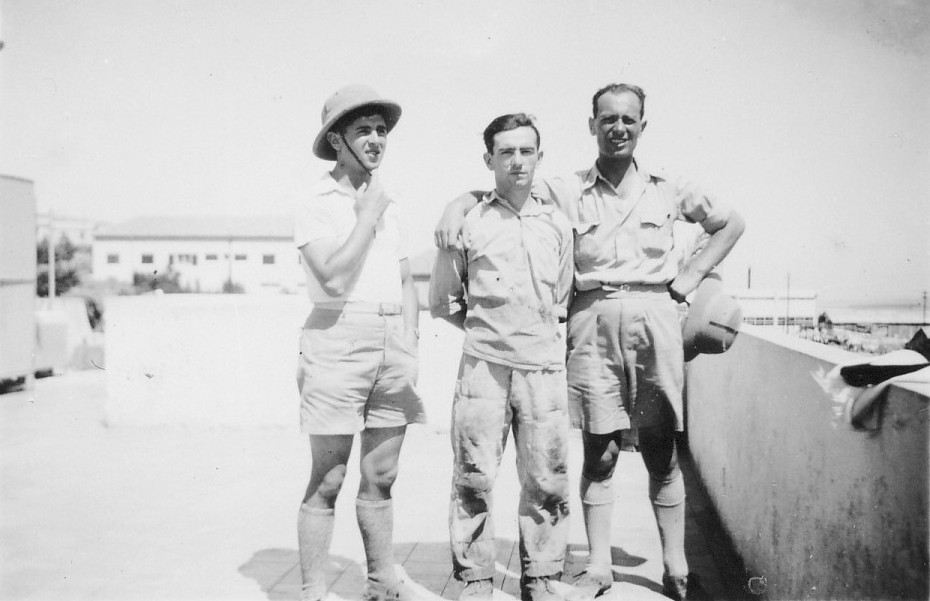
Obyvatelé Ejn Charod ve 30. letech

Ejn Charod byl založen v roce 1921 K založení došlo 22. září 1921. Vznik kibucu iniciovali osadníci napojení na pracovní oddíly Gdud ha-Avoda, kteří se přistěhovali do tehdejší mandátní Palestiny v rámci třetí aliji. Usadili se poblíž sladkovodního pramene Ma'ajan Charod. Zpočátku žili ve stanech. Okolí kibucu Ejn Charod bylo tehdy bažinatou krajinou, ve které se kromě nepočetných arabských zemědělců rozkládaly jen močály a kterou obývala stáda vodních bůvolů. Původně se nacházela vesnice o něco jižněji, cca 3 kilometry jihozápadním směrem, na úpatí masivu Gilboa přímo u zmíněného pramene. Teprve v roce 1930 se kibuc přesunul definitivně do nynější lokality.
Ejn Charod byl historicky prvním kibucem. Za první kibuc sice bývá považována Deganija založená roku 1909, ale ta byla stejně jako další nejstarší kolektivní osady jen velmi malou komunitou nazývanou oficiálně kvuca. Když počátkem 20. let 20. století do tehdejší Palestiny začali proudit početní přistěhovalci v rámci třetí alije, navrhl Šlomo Lavi - jeden ze sionistických předáků, aby byly zakládány větší kolektivní vesnice, které se měly opírat o zemědělství i průmysl, a pro ně byl použit poprvé výraz kibuc. Prvním takovým skutečným kibucem byl Ejn Charod.

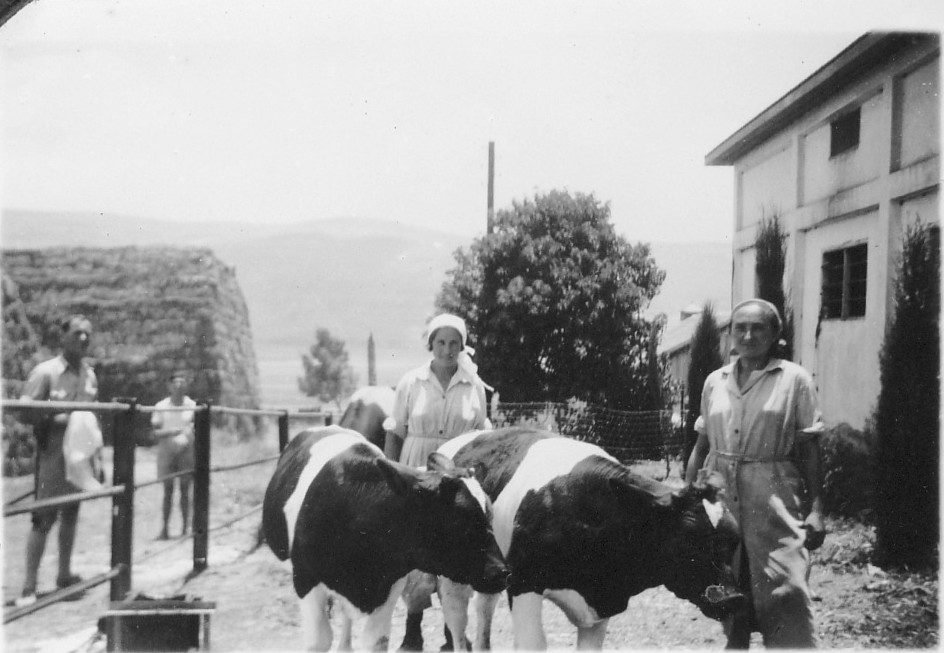
Mléčná farma v Ejn Charod na dobovém snímku

Zakladatelé Ejn Charod se hned zpočátku ocitli ve sporu s odborovou centrálou Histadrut. Ta chtěla v tomto regionu založit další židovské vesnice podle svých představ. Proto ji předešli a zbudovali nedaleko odtud Tel Josef jako satelitní kibuc. Kromě těchto dvou tehdy během 100 dnů vznikly v Jizre'elském údolí ještě další dvě židovské vesnice, a to nynější Kfar Jechezkel a Nahalal. V červenci 1923 došlo mezi obyvateli Ejn Charod k rozkolu. Stoupenci Gdud ha-Avoda se pak přestěhovali do nedalekého Tel Josef, zatímco zbylí obyvatelé Ejn Charod přešli pod vliv Histadrutu. Ejn Charod si během 20. a 30. let 20. století udržel významný vliv na politické směřování kibuců. V květnu 1924 se zde konala konference Achdut ha-Avoda, na které se odhlasovala strategie dalšího zakládání velkých kibuců. V srpnu 1927 pak zde byla založena nová střechová organizace části kibuců (ha-Kibuc ha-Me'uchad). Roku 1934 zde začalo pořádání zemědělských kurzů pro nové židovské přistěhovalce, kteří pak byli směřováni k zakládání vlastních osad. Před vznikem státu Izrael zde byla silná místní organizace vojenských jednotek Palmach. V srpnu 1941 Britové provedli v Ejn Charod razii, při které pátrali po zbraních.

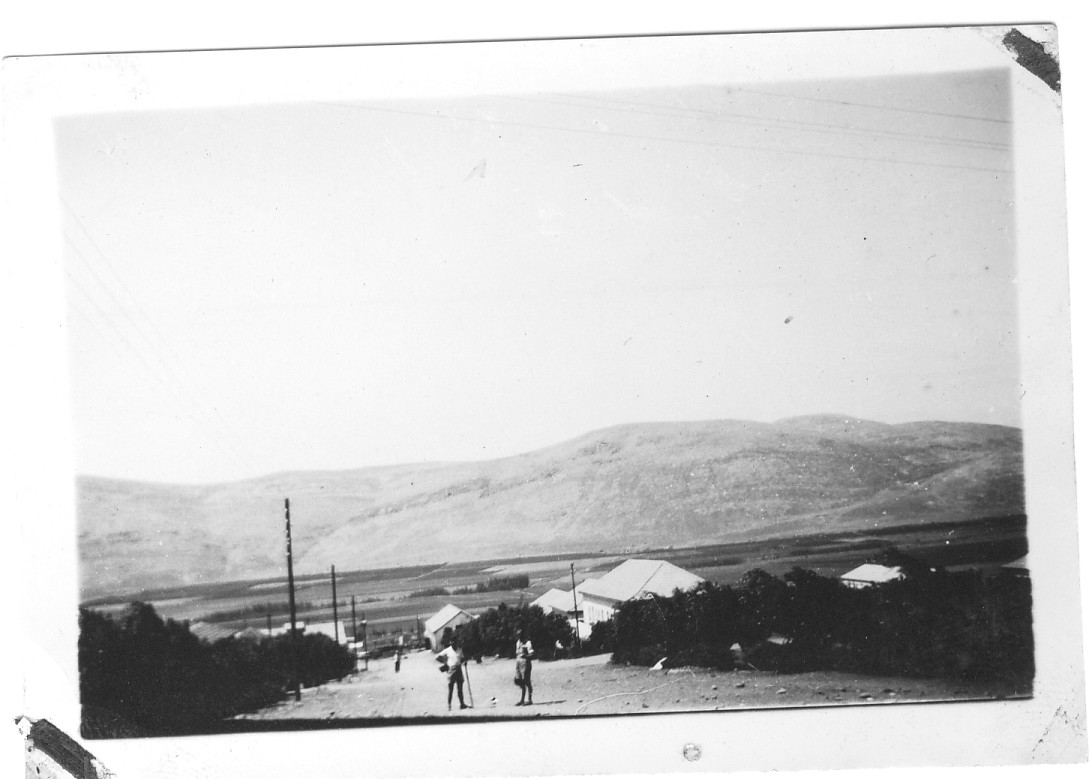
Celkový pohled na Ejn Charod ve 40. letech 20. století

V dubnu 1927 byl Ejn Charod jednou ze zastávek československého prezidenta Tomáše Garrigua Masaryka na jeho cestě po Palestině. Šlo o první návštěvu hlavy státu v Palestině po první světové válce.
Roku 1949 měla vesnice 1120 obyvatel a rozlohu katastrálního území 14 078 dunamů (14,078 kilometrů čtverečních).
V roce 1951 došlo k ideologickému rozkolu v organizaci izraelských kibuců, který se přenesl i mezi místní obyvatele. Spor pak vedl k rozdělení kibucu Ejn Charod na dvě samostatné obce: Ejn Charod Ichud (severní polovina) a Ejn Charod Me'uchad (jižní polovina). Obě vesnice i nadále sdílely některé veřejné služby a školské instituce. Ejn Charod Ichud měl blíže k středolevicové politické straně Mapaj a byl začleněn do organizace Ichud ha-Kvucot ve-ha-Kibucim, zatímco Ejn Charod Me'uchad tíhnul k levicové straně Mapam. Ještě v lednu 1953 tu došlo mezi stoupenci Mapaj a Mapam ke dvěma násilným střetům. K administrativnímu oddělení obou části kibucu došlo roku 1952. Podle některých pramenů až roku 1955. Později se ale ideologické rozpory způsobené rozkolem v 50. letech 20. století vytrácely a dnes patří obě vesnice do stejné organizace Kibucové hnutí (ha-Tnu'a ha-Kibucit), byť administrativně si obě uchovávají samostatnost.
Ekonomika kibucu Ejn Charod Ichud je založena na zemědělství a průmyslu. V obci funguje zdravotní středisko, plavecký bazén, sportovní areály a předškolní péče o děti.

## Demografie
Obyvatelstvo kibucu Ejn Charod Ichud je sekulární. Podle údajů z roku 2014 tvořili naprostou většinu obyvatel v Ejn Charod Ichud Židé (včetně statistické kategorie "ostatní", která zahrnuje nearabské obyvatele židovského původu ale bez formální příslušnosti k židovskému náboženství).
Jde o menší sídlo vesnického typu s dlouhodobě stagnující populací. K 31. prosinci 2014 zde žilo 543 lidí. Během roku 2014 populace klesla o 1,6 %.
| Rok            | 1949 | 1961 | 1972 | 1983 | 1995 | 2001 | 2003 | 2004 | 2005 | 2006 | 2007 | 2008 | 2009 | 2010 | 2011 | 2012 | 2013 | 2014 |
| -------------- | ---- | ---- | ---- | ---- | ---- | ---- | ---- | ---- | ---- | ---- | ---- | ---- | ---- | ---- | ---- | ---- | ---- | ---- |
| Počet obyvatel | 1120 | 643  | 666  | 723  | 609  | 562  | 558  | 549  | 557  | 600  | 602  | 579  | 514  | 512  | 521  | 552  | 552  | 543  |

* údaj za rok 1949 zahrnuje obyvatelstvo tehdy ještě jednotného kibucu Ejn Charod, tedy obou nynějších samostatných obcí Ejn Charod Ichud a Ejn Charod Me'uchad)